# USS Steadfast (AFDM-14)
L'USS Steadfast (AFDM-14) (ancien YFD-71), est une cale sèche flottante auxiliaire moyenne de classe AFDM-14 construite en 1945 et exploitée par l'US Navy,.

## Construction et carrière
Le YFD-71 a été construit par Pollock-Stockton Shipbuilding Company (en), à Stockton, en Californie en 1945. Il a été livré à l'US Navy le 1er juillet 1945 et mis en service plus tard cette année-là. En 1981, la cale sèche a été renommée AFDM-14. Il recevra le nom de Steadfast plus tard en 1984.

## Quelques navires en réparation
- Le 1er avril 1986, l'USS Tuscaloosa (LST-1187) a été vu en cale sèche à l'intérieur de Steadfast à la National Steel and Shipbuilding Company à San Diego[5].
- En février 1987, la frégate USS Bagley (FF-1069) s'est rendue à Concord Naval Weapons Station (en) où elle a déchargé des munitions avant de commencer une révision à San Diego. La période de réparation a duré jusqu'au début de l'été et comprenait une mise en cale sèche de sept semaines sur Steadfast[6].
- En janvier 1992, le destroyer USS Kinkaid (DD-965) était en cale sèche à l'intérieur de Steadfast[7].
- Le 15 mars 1994, l'USS Chandler (DDG-996) est resté six mois à Continental Maritime à San Diego, qui a duré du 15 mars au 19 mai dans la cale sèche flottante Steadfast.

Le 8 janvier 1996, Steadfast a été transféré au chantier naval de Long Beach à Los Angeles. Il a été mis hors service en 1998 et vendu à BAE Systems Ship Repair à San Francisco, rebaptisé Eureka. Il a été rayé du Naval Vessel Register le 7 février 1999.
En 2009, le Liberty ship Jeremiah O'Brien était en cale sèche à l'intérieur d'Eureka au Quai 70. Le 2 janvier 2017, le chantier naval a vendu Eureka à Puglia Engineering, Inc..

## Décoration
- American Campaign Medal'
- World War II Victory Medal
- National Defense Service Medal

## Galerie
|                                 |
| Vue intérieure de la cale sèche |

|                                                |
| USS Tuscaloosa sur AFDM-14 en 1986 (San Diego) |

|                                             |
| USS KinKaid sur AFDM-14 en 1992 (San Diego) |

### Liens connexes
- Liste des navires auxiliaires de l'United States Navy
- Base navale de San Diego